# Garcia Martinz
Garcia Martinz (fl. XIII secolo) è stato un trovatore, attivo alla corte di Alfonso X, la cui origine ci è sconosciuta.
Un riferimento a Pero da Ponte lo situa alla corte di Alfonso X, ma per il resto non si hanno dati concreti su questo autore. 